# ألبرتو دا كوستا إي سيلفا
ألبرتو دا كوستا إي سيلفا (12 مايو 1931 - 26 نوفمبر 2023)، هو مؤرخ وكاتب  ودبلوماسي وشاعر وسياسي برازيلي، ولد في مدينة ساو باولو وتوفي في مدينة ريو دي جانيرو.